# Union Démocratique et Radicale
De Union démocratique et radicale UDR, Nederlands: Democratische en Radicale Unie, was een parlementaire groepering in de Franse Senaat tijdens de nadagen van de Derde Franse Republiek. De groep werd in 1932 opgericht, maar verdween in 1940.

## Samenstelling
Een parlementaire groepering van gelijkgezinden in de Kamer van Afgevaardigden, de Chambre des Députés was Gauche Radicale.
De Union démocratique et radicale bestond vooral uit senatoren, die voornamelijk tot de Radicaux Indépendants behoorden en weigerden tot de Parti Radical-Socialiste toe te treden, zolang deze partij samenwerking met links niet afzwoer. De groepering bewoog zich tussen het politieke centrum en centrumrechts. Een grote meerderheid van UDR-senatoren was vroeger afgevaardigde van de conservatieve Alliance Démocratique geweest, maar werd Radicaux Indépendants toen zij tot de Senaat toetraden zonder formeel hun lidmaatschap van de Alliance Démocratique op te zeggen. Een klein aantal UDR-senatoren behoorde in het verleden tot de Parti Radical-Socialiste, maar was uit onvrede over het beleid van die partij tot de Radicaux overgegaan.
Er waren geen senatoren van de Union démocratique et radicale, die op 10 juli 1940 bij de Vichy 80 hoorden, die tegen het toekennen van een volmacht aan generaal Philippe Pétain stemden. Zij stemden voor of onthielden zich van stemming.
De UDR werd na de bevrijding niet meer heropgericht. Veel van haar vroegere leden die na de Tweede Wereldoorlog weer parlementslid werden, sloten zich aan bij de Radicaux Indépendants en de Rassemblement des Gauches Républicaines aan.

## Verwijzingen
1. ↑  Anders dan de naam doet vermoeden ging het hier om een burgerlijk-liberale partij.